# Monica Enlid
Monica Enlid (* 24. April 1973) ist eine ehemalige norwegische Fußballspielerin.

## Karriere

### Vereine
Aus der Jugend des in Trondheim ansässigen Trondheims-Ørn SK hervorgegangen, rückte Enlid zur Spielzeit 1993 in die erste Mannschaft auf und gehörte ihr bis zum Ende der Spielzeit 2005 an. Von 1993 bis 1999 kam sie in der Eliteserien und – nach Umbenennung der höchsten Spielklasse im norwegischen Frauenfußball – in der Toppserien in insgesamt 236 Punktspielen zum Einsatz, in denen sie 61 Tore erzielte. International kam sie bei zwei Teilnahmen am Wettbewerb um den UEFA Women’s Cup in insgesamt sechs Spielen zum Einsatz. Ihre ersten beiden fanden am 30. Oktober und 30. November 2002 im Hin- und Rückspiel der Viertelfinalbegegnung mit dem dänischen Vertreter Fortuna Hjørring statt. Das 2:2 im Hinspiel reichte gegenüber der 0:1-Niederlage im Rückspiel nicht zum Weiterkommen aus, wohl aber die beiden Spiele am 27. Oktober und 6. November 2004 gegen den belarussischen Vertreter FK Babrujtschanka; gegen diese Mannschaft gelangen ihr beim 4:0-Sieg im Hinspiel zwei Tore. Im Halbfinale wurden beide Spiele gegen den späteren Sieger aus Deutschland, dem 1. FFC Turbine Potsdam, mit 0:4 und 1:3 verloren. Mit sieben Meisterschaften und acht Pokalerfolgen zählt sie zu den erfolgreichsten Vereinsspielerinnen Norwegens.

### Nationalmannschaft
Enlid debütierte als Nationalspielerin in der Nachwuchsnationalmannschaft des NFF in der Altersklasse U20 am 20. Mai 1993 in Larvik beim 2:1-Sieg im Freundschaftsspiel gegen die U20-Nationalmannschaft Dänemarks. Anschließend bestritt sie drei weitere Freundschaftsländerspiele gegen die U20-Nationalmannschaften der Niederlande, Deutschlands und Finnlands die am 3., 5. und 8. August mit 1:2 verloren und mit 2:0 und 1:0 gewonnen wurden. Zwei Jahre später, am 12. und 16. Mai, wurden die U20-Nationalmannschaften Schwedens und Italiens jeweils mit 3:0 bezwungen. 
Ihr Debüt in der A-Nationalmannschaft gab sie am 10. Februar 1995 in Kristiansand beim 6:2-Sieg im Freundschaftsspiel gegen die Nationalmannschaft Dänemarks mit Einwechslung für Gro Espeseth zur zweiten Spielzeit. Mit ihr nahm sie im Jahr 1995 an der Europameisterschaft teil, in der das Halbfinale seinerzeit noch in Hin- und Rückspiel ausgetragen wurde. Sie bestritt einzig das gegen die Nationalmannschaft Schwedens am 26. Februar in Kristiansand ausgetragene und mit 4:3 gewonnene Hinspiel, in dem sie in der 60. Minute als Einwechselspielerin für Anne Nymark Andersen ins Spiel kam. Sie bestritt zudem alle drei Spiele der Gruppe A bei ihrer Teilnahme am Turnier um den Algarve-Cup 1995.
Am 6. November 1997 wurde sie im zweiten Spiel der WM-Qualifikationsgruppe 3, Klasse A bei der 0:1-Niederlage gegen die Nationalmannschaft Deutschlands in Bayreuth eingesetzt, sowie am 21. Januar 1998 im zweiten Spiel bei der Premiere des Vier-Nationen-Turniers in Guangzhou beim 2:1-Sieg über die Nationalmannschaft Schwedens. Bei ihrer erneuten Teilnahme am Turnier um den Algarve-Cup bestritt sie das am 21. März 1998 in Loulé mit 4:1 gegen die Nationalmannschaft Dänemarks gewonnene Finale, in dem sie ab der 83. Minute für Monica Knudsen eingewechselt, sieben Minuten teilhaben durfte. Ihren letzten Einsatz als A-Nationalspielerin hatte sie am 18. April 1998 in Sittard im dritten Spiel der WM-Qualifikationsgruppe 3, das gegen die Nationalmannschaft der Niederlande torlos endete.

## Erfolge
Nationalmannschaft
- Halbfinalist Europameisterschaft 1995
- Algarve-Cup-Sieger 1998

Trondheims-Ørn SK
- Halbfinalist Women’s Cup 2004
- Norwegischer Meister 1994, 1995, 1996, 1997, 2000, 2001, 2003
- Norwegischer Pokal-Sieger 1993, 1994, 1996, 1997, 1998, 1999, 2001, 2002